# Lightsum
Lightsum (stylisé en majuscule, coréen : 라잇썸) est un girl group sud-coréen formé en 2021 par Cube Entertainment. Le groupe se compose de 6 membres depuis octobre 2022, elles étaient 8 au départ : Sangah, Chowon, Nayoung, Hina, Juhyeon et Yujeong (Huiyeon et Jian ayant quitté le groupe). Elles font leurs débuts le 10 juin 2021, avec la sortie de son premier single Vanilla.

## Histoire

### 2017–2020: Pré-début
Juhyeon a participé à The Unit: Idol Rebooting Project (en) en 2017-2018 où elle a terminé à la 25e place. Chowon, Nayoung et Yujeong ont participé à Produce 48 en 2018 où elles ont terminé respectivement 13e, 21e, et 51e. Il a été révélé plus tard que le classement de Chowon avait été truquée et qu'elle aurait dû faire partie d'Iz*One, son véritable classement final étant la 6e place. Juhyeon a ensuite participé à Dancing High en 2018, mais n'a pas réussi le tour d'évaluation.
Chowon a été castée dans Bully Bad Guys et The Dominator 3: Junior Bullies en 2020.

### 2021-présent: Introduction, débuts avecVanilla,Light a WishetInto the Light
Le 15 avril 2021, Cube Entertainment a annoncé qu'il ferait ses débuts avec un nouveau girl group, le premier depuis (G)I-dle en 2018. Les membres ont été révélés par paires du 19 au 22 avril (dans l'ordre : Juhyeon, Sangah, Chowon, Jian, Nayoung, Huiyeon, Hina et Yujeong). Une bande-annonce vidéo avec les huit membres a été révélée le 23 avril 2021. Le 27 mai, il a été annoncé que le groupe ferait ses débuts officiels le 10 juin 2021 avec la sortie de son premier single Vanilla.
Le 13 octobre, Lightsum a sorti son deuxième album single Light a Wish, qui comprend le premier single Vivace.
Le 24 mai 2022, Lightsum a sorti son première EP Into the Light, avec Alive servant de premier single.
Le 25 octobre 2022, il est annoncé que le groupe, étant composé de 8 membres initialement, compterait maintenant 6 membres après le départ de Huiyeon et Jian.

## Membres

### Membres actuelles
| Nom de scène | Nom de scène | Nom de naissance | Nom de naissance | Date de naissance | Nationalité  | Position,                                   |
| Romanisé     | Coréen       | Romanisé         | Cor./Jap.        | Date de naissance | Nationalité  | Position,                                   |
| ------------ | ------------ | ---------------- | ---------------- | ----------------- | ------------ | ------------------------------------------- |
| Sangah       | 상아         | Yoon Sang-ah     | 윤상아           | 4 septembre 2002  | Sud-coréenne | Rappeuse et danseuse secondaire             |
| Chowon       | 초원         | Han Cho-won      | 한초원           | 16 septembre 2002 | Sud-coréenne | Chanteuse principale et danseuse            |
| Nayoung      | 나영         | Kim Na-young     | 김나영           | 30 novembre 2002  | Sud-coréenne | Chanteuse principale et danseuse secondaire |
| Hina         | 히나         | Nagai Hina       | 長井陽菜         | 7 avril 2003      | Japonaise    | Chanteuse et danseuse                       |
| Juhyeon      | 주현         | Lee Ju-hyeon     | 이주현           | 8 avril 2004      | Sud-coréenne | Danseuse principale et chanteuse secondaire |
| Yujeong      | 유정         | Lee Yu-jeong     | 이유정           | 14 juin 2004      | Sud-coréenne | Chanteuse et danseuse                       |

### Anciennes membres
| Nom de scène | Nom de scène | Nom de naissance | Nom de naissance | Date de naissance | Nationalité  | Position              | Date de départ  |
| Romanisé     | Coréen       | Romanisé         | Cor./Jap.        | Date de naissance | Nationalité  | Position              | Date de départ  |
| ------------ | ------------ | ---------------- | ---------------- | ----------------- | ------------ | --------------------- | --------------- |
| Huiyeon      | 휘연         | Oh Hui-yeon      | 오휘연           | 1er août 2005     | Sud-coréenne | Chanteuse et danseuse | 25 octobre 2022 |
| Jian         | 지안         | Kim Ji-an        | 김지안           | 4 novembre 2006   | Sud-coréenne | Rappeuse et chanteuse | 25 octobre 2022 |

## Discographie

### Mini-albums (EP)
| Année | Titre          | Détails                                                         | Classement | Ventes               |
| Année | Titre          | Détails                                                         | COR        | Ventes               |
| ----- | -------------- | --------------------------------------------------------------- | ---------- | -------------------- |
| 2022  | Into the Light | - Date de sortie : 24 mai 2022 - Label : Cube Entertainment     | 13         | COR : plus de 17 900 |
| 2023  | Honey or Spice | - Date de sortie : 11 octobre 2023 - Label : Cube Entertainment | 14         | COR : plus de 19 400 |

### Single albums
| Année | Titre        | Détails                                                         | Classement | Ventes               |
| Année | Titre        | Détails                                                         | COR        | Ventes               |
| ----- | ------------ | --------------------------------------------------------------- | ---------- | -------------------- |
| 2021  | Vanilla      | - Date de sortie : 10 juin 2021 - Label : Cube Entertainment    | 12         | COR : plus de 41 100 |
| 2021  | Light a Wish | - Date de sortie : 13 octobre 2021 - Label : Cube Entertainment | 7          | COR : plus de 28 400 |

### Singles
| Année                                                      | Titre          | Classement | Album          |
| Année                                                      | Titre          | COR        | Album          |
| ---------------------------------------------------------- | -------------- | ---------- | -------------- |
| 2021                                                       | Vanilla        | —          | Vanilla        |
| 2021                                                       | Vivace         | —          | Light a Wish   |
| 2022                                                       | Alive          | —          | Into the Light |
| 2023                                                       | Honey or Spice | —          | Honey or Spice |
| 2024                                                       | Pose!          | —          | Hors album     |
| "—" indique que le single ne s'est pas classé dans ce pays |                |            |                |

### Traductions
- (en) Cet article est partiellement ou en totalité issu de l’article de Wikipédia en anglais intitulé « Lightsum » (voir la liste des auteurs).

### Sources
1. ↑  (ko) 강진아 기자, « '라잇썸' 초원 "'프로듀스48' 조작, 상실감 없었다면 거짓말" », sur entertain.naver.com (consulté le 23 août 2022)
2. ↑  (ko) 김미지 기자, « "아이즈원 멤버였는데"…조작에 인생 바뀐 이가은·한초원 향한 관심 [엑's 초점] », sur entertain.naver.com (consulté le 23 août 2022)
3. ↑  (ko) 지승훈, « 큐브 새 걸그룹 'LIGHTSUM(라잇썸)', 로고 공개...본격 데뷔 시동 », sur entertain.naver.com (consulté le 23 août 2022)
4. ↑  (ko) 동아닷컴 전효진 기자, « 큐브 신인 라잇썸, 멤버 주현X상아 프로필 공개 », sur entertain.naver.com (consulté le 23 août 2022)
5. ↑  (ko) 지민경, « 큐브 新걸그룹 라잇썸, 두 번째 프로필 공개..'프듀48' 한초원 멤버 확정 [공식] », sur entertain.naver.com (consulté le 23 août 2022)
6. ↑  (ko) « 큐브 엔터 새 그룹 ‘라잇썸’ 나영·휘연, 얼굴 공개 », sur entertain.naver.com (consulté le 23 août 2022)
7. ↑  (ko) 백지은, « [공식] '큐브 新 걸그룹' 라잇썸, '프듀48' 유정-히나 공개 », sur entertain.naver.com (consulté le 23 août 2022)
8. ↑  (ko) 이승훈, « '큐브 신인' 라잇썸, 6월 10일 데뷔 확정..'Vanilla' 아트워크 티저 오픈 [공식] », sur entertain.naver.com (consulté le 23 août 2022)
9. 1 2  (ko) « 라잇썸, 10월 13일 컴백…두 번째 싱글 '라잇 어 위시' 발매 », sur entertain.naver.com (consulté le 23 août 2022)
10. ↑  (en-GB) Gladys Yeo, « Rookie girl group LIGHTSUM announce departure of members Huiyeon and Jian », sur NME, 25 octobre 2022 (consulté le 27 octobre 2022)
11. ↑  (ko) Han Su-ji, « 큐브 새 걸그룹 라잇썸, 단체 프로필 공개…멤버 포지션 눈길 », sur Top Star News,‎ 23 avril 2021
12. ↑  (ko) Jeon Jae-kyung, « '라잇썸' 상아·초원·주현, 시원한 칼군무…'라이트 잇 업' », sur Naver News, Newsis,‎ 4 novembre 2023
13. ↑  (en) « LIGHTSUM Announces Departure Of Huiyeon And Jian + To Continue With 6 Members », sur Soompi, 25 octobre 2022
14. 1 2  Circle Album Chart (hebdomadaire) : 
  - (ko) « Vanilla (2021 Weeks 24 Chart) »
  - (ko) « Light a Wish (2021 Weeks 42 Chart) »
  - (ko) « Into the Light (2022 Weeks 22 Chart) »
  - (ko) « Honey or Spice (2023 Weeks 41 Chart) »
15. ↑  (en) « Mai 2022 Album Chart (voir #39) », sur Circle Chart
16. ↑  (en) « Octobre 2023 Album Chart (voir #46) », sur Circle Chart
17. ↑  (en) « Juillet 2021 Album Chart (voir #37) », sur Circle Chart
18. ↑  (en) « Novembre 2021 Album Chart (voir #64) », sur Circle Chart
19. ↑  (ko) « Circle Digital Chart (hebdomadaire) », sur Circle Chart